# Dear Destiny
「Dear Destiny」（ディアー デスティニー）は、FANTASTICS from EXILE TRIBEの3枚目のシングルである。2019年8月21日にrhythm zoneから発売された。

## 概要
- 前作「Flying Fish」から約4か月ぶりのシングルとなる。2019年第二弾シングル。「CD+DVD」と「CD」の2形態での発売。
- 表題曲「Dear Destiny」は、「運命」をテーマとした歌詞のラブバラードになっている。MVの撮影にはモーションコントロールカメラを使用し、ダンスの振付はメンバーの澤本夏輝が担当した[2]。
- カップリングの「Every moment」は、高校野球の都道府県別大会テーマソング[3]。

## 収録曲

### CD
1. Dear Destiny
作詞：小竹正人、作曲：Chris Meyer, Octobar
2. Every moment
作詞：小竹正人、作曲：ERIK LIDBOM, RUSH EYE
  - 「第101回全国高等学校野球選手権大会」テレビ朝日系各地方局テーマソング。※詳細はタイアップ一覧
3. ターミナル
作詞：小竹正人、作曲：Chris Meyer, SEIN
4. Dear Destiny -Instrumental-
5. Every moment -Instrumental-
6. ターミナル -Instrumental-
7. Flying Fish (English Version)
作詞：小竹正人、作曲：Mahoney, Andrew Eagle

### DVD
※CD+DVDのみ
1. Dear Destiny (MUSIC VIDEO)